# Kalle Anka blir barn på nytt
Kalle Anka blir barn på nytt (engelska: Don's Fountain of Youth) är en amerikansk animerad kortfilm med Kalle Anka från 1953.

## Handling
Kalle Anka är med Knatte, Fnatte och Tjatte på semester i Florida. Kalle vill visa pojkarna alla turistmål i området, men de är mer intresserade av att läsa serietidningar. Så småningom blir bilens kylare överhettad och Kalle måste hämta vatten någonstans; då hittar han en källa som anses vara ungdomens källa. Han bestämmer sig för att läxa upp pojkarna genom att låtsas vara en bebis.

## Om filmen
Filmen finns utgiven på DVD som bonusmaterial till långfilmen Tre Caballeros.

## Rollista
- Clarence Nash – Kalle Anka, Knatte, Fnatte och Tjatte
- James MacDonald – krokodil[5]